# Шахрекорд
Шахрекорд (на персийски: شهركرد) е град в Иран, провинция Чахар Махал и Бахтияри. При преброяването от 2006 г. има 148 464 жители.

## Име
В древността, преди ислямското завоюване на Персия, градът е наричан „Деж Горд“ (دژگرد). Думата „Деж“ (دژ) означава крепост, а думата „Горд“ (گرد) значи герой. След покоряването на Персия от арабите, името му е променено на „Дех Корд“ (دهكرد), защото в арабската азбука липсват буквите „ж“ (ژ) и „г“. Настоящото си име получава през 1935 г. Други градове като Чамгордан, Боруджерд и Дезфул са наричани Чамгорд, Боругорд и Дежпул, съответно преди мюсюлманското завладяване на Персия. Името на града на кюрдски и персийски, означава „град на кюрдите“.

## Население
Жителите на Шахрекорд са от три основни етноса – бахтияри, кашкайци и коренното персийско население на града. Въпреки това, жителите на града говорят персийски като лингва франка. Шахрекорд се предполага, че е първият град, населен от номадски фермери, понеже той обхваща обширни поляни и няколко извора. Дех Корд постепенно е основан от имигрантите от Исфахан, неговите предградия и селата около Шахрекорд, повечето от които започват да работят в селското стопанство, градинарството, занимават се с търговия на петрол и вълна.

## География
Шахрекорд се намира на около 90 km югозападно от Исфахан и на 512 km от Техеран. Той е топографски разположен в северната част на планината Загрос. Със своите 2070 m над морското равнище Шахрекорд е сред най-високите градове сред центровете на провинции на Иран, известен като „покрива на Иран“.
- Парк Мелат
- Базарна алея
- Площад Аби
- Площад Фердовси
- Площад Имам Хосейн

### Климат
Шахрекорд има хладен полупустинен климат с горещи летни дни, прохладни летни нощи, меки зимни дни и студени зимни нощи. Средната годишна температура е около 12 °C. Януари е най-студеният месец, а юли най-горещият. Въпреки че нивото на влажност е умерено, количеството на валежите е близко до нула, с изключение на месеците април и май.
| Шахрекорд                                   | Шахрекорд | Шахрекорд | Шахрекорд | Шахрекорд | Шахрекорд | Шахрекорд | Шахрекорд | Шахрекорд | Шахрекорд | Шахрекорд | Шахрекорд | Шахрекорд | Шахрекорд |
| Месеци                                      | яну.      | фев.      | март      | апр.      | май       | юни       | юли       | авг.      | сеп.      | окт.      | ное.      | дек.      | Годишно   |
| Средни максимални температури (°C)          | 4,6       | 7,4       | 13,0      | 18,5      | 24,9      | 31,6      | 34,3      | 33,6      | 30,0      | 23,1      | 15,3      | 8,5       | 20,4      |
| Средни минимални температури (°C)           | −8        | −5,2      | −0,3      | 4,1       | 7,6       | 10,6      | 14,5      | 13,0      | 8,0       | 3,6       | −0,1      | −4,4      | 3,6       |
| Средни месечни валежи (mm)                  | 60,9      | 50,3      | 56,9      | 42,8      | 14,6      | 0,7       | 1,8       | 0,5       | 0,0       | 8,7       | 32,8      | 59,9      |           |
| ------------------------------------------- | --------- | --------- | --------- | --------- | --------- | --------- | --------- | --------- | --------- | --------- | --------- | --------- | --------- |
| Източник: World Meteorological Organisation |           |           |           |           |           |           |           |           |           |           |           |           |           |

## Образование
В Шахрекорд има три висши учебни заведения, най-популярното е Шахрекордския университет с 5713 студенти. Другите университети са Шахрекордския университет по медицински науки с 1690 студенти и фалиалът на Ислямския свободен университет със 7400 студенти.

## Побратимени градове
- Душанбе, Таджикистан[2]
- Кербала, Ирак